# تویا هییرینن
تویا هییرینن (انگلیسی: Tuija Hyyrynen؛ زادهٔ ۱۰ مارس ۱۹۸۸) بازیکن فوتبال اهل فنلاند است.
از باشگاه‌هایی که در آن بازی کرده‌است می‌توان به اومئا آی‌کی اشاره کرد.
وی همچنین در تیم ملی فوتبال زنان فنلاند بازی کرده‌است.